# مارتن تي. سميث
مارتن تي. سميث هو محامي وسياسي أمريكي، ولد في 19 مايو 1934، وتوفي في 26 فبراير 2015. انتخب عضو مجلس ولاية مسيسيبي ‏.